# 月份牌
月份牌是一种诞生于清末上海的广告宣传画。这种形式起源于中国节气表、日历表牌，最初被在华洋商们用来推销他们的商品。月份牌的内容主要包含人物如美女、明星和历史人物等，广告则多是香烟、电池、百货、保险等。月份牌在被发明后曾经十分流行，并在20世纪二、三十年代达到了顶峰，从上海流行到了全国各地。但后来随着摄影技术的逐渐发展，月份牌也就走进了历史。其在香港也曾十分受到欢迎，但在香港重光后逐渐式微。现在月份牌年画已被列入了上海市非物质文化遗产。

## 名字起源
关于月份牌的起源有很多种说法，起源最早的一种说法是从1870年代开始，上海的一些商户如彩票行、轮船公司等就开始向顾客赠送和出售广告宣传画，并被他们称之为“广告牌”，譬如1883年1月25日出版的《申報》在其頭版上首次刊登了“本館托點石齋精緻華洋月份牌”等字樣。但年画史专家王树村则认为月份牌应是起源于1896年当时上海的一家叫鸿福来吕宋大票行对购买彩票的顾客赠送的“沪景开彩图中西月份牌”开了月份牌一词的先河。在美术界，对此起源也有不一样的看点，他们认为月份牌的起点应是要延后到1914年画家郑曼陀使用后来月份牌专用的创作方法——擦筆水彩畫法创作出月份牌畫《晚粧圖》才算开始。

## 历史
月份牌起源於20世紀初期，的十里洋場上海灘，鼎盛於1920-1940年代，沒落於1950年代。老月份牌廣告最一開始的起源為借用中國傳統年畫結合商品的一種廣告模式，而為促銷商品，則會隨商品附贈月份牌。「月份牌」的名稱由來，是因為畫中不僅有人物插畫、廣告商品及公司行號外，還會將全年的月份印製在上面。即使最後廣告畫上不再印製全年月份，但依然以月份牌廣告畫稱之。最一開始的月份牌元素多元，有歷史故事、名勝古蹟、戲曲人物等。而從1910後月份牌廣告畫的題材趨於單一化，均為名媛閨秀、清新仕女、風月佳麗及豪華都市生活，畫法技巧也一致為擦筆水彩技法。

## 特色
早期的月份牌会将全年的月份印制在上面，即使后来广告画上不再印制全年月份，民众仍以月份牌广告画称之。20世纪初，中外厂商看中了月份牌在民间的普及性，纷纷投巨资以月份牌作为商品宣传的主力，其中以当时上海两大烟草巨头英美烟草和南洋兄弟烟草实力最为雄厚，这也滋养了一大批以月份牌为生的画家，比如周慕桥、郑曼陀、徐咏青、杭穉英等。月份牌广告画侧写了整个民国时期（1912年至1949年）上流名媛的生活，最大的特色就是这个时期的月份牌美女大都身穿旗袍。旗袍始于民国时期上海女校的制服，当时的上海女学生是旗袍最早的主要使用者。旗袍因其代表新时代知识女性的形象而受到欢迎，并由上海开始流行到全国，成为当时中国都市妇女的主要服装，至今仍为上海代表性的符号之一。

## 月份牌画家
- 周慕桥
- 胡伯翔
- 郑曼陀
- 徐咏青
- 杭穉英
- 谢之光
- 丁悚
- 梁鼎铭
- 张光宇
- 金梅生